# Franc (Franjo) Žužek
Franc ili Franjo Žužek (Marolče kod Ljubljane, 21. studenoga 1889. – Novo Mesto, 18. veljače 1965.), slovenski svećenik. Službovao je u Hrvatskoj 1924. – 1955., župnik u Glini 1924. – 1955.

## Životopis
Svećenik je postao 1912. godine. Četiri godine je služio u Istri. Talijanski fašistički režim protjerao ga je 1924. Kao izbjeglica dolazi na područje Zagrebačke nadbiskupije. Do 1927. obavljao je dužnost upravitelja župe Maja u Glinskom dekanatu. Tada je postao župnikom i dekanom u Glini.
Govorio je pet jezika. Kod vjeronaučne pouke u školi često je zamjenjivao pravoslavnog svećenika, kad je taj bio spriječen drugim poslom. Godine 1946. imenovan je začasnim kanonikom Prvostolnog kaptola u Zagrebu. Tri godine kasnije imenovan je i počasnim konzervatorom za glinski kraj.  Godine 1955. vratio se u Sloveniju. Preuzeo je upravu župe Soteska kod Novog Mesta i tamo služio do smrti.

### Drugi svjetski rat
Za svoje svećeničko i humano ponašanje prema pravoslavcima u Glini i okolici u Drugom svjetskom ratu dobio je pismeno priznanje od pravoslavnog episkopa Simeona Zlokovića iz Karlovca 24. kolovoza 1953. godine. Kod posvete nove pravoslavne crkve u Glini, 21. rujna 1963., Žužek je među uzvanicima imao počasno mjesto. Nakon njegove smrti, pismenu sućut poslali su Skupština općine Glina, protojerej Nikola Diklić iz Gline i pravoslavni episkop Simeon Zloković iz Karlovca. Na Kordunu i Banovini su se povodom njegove smrti oglasila zvona kako na katoličkim, tako i na pravoslavnim crkvama. 
Ćiril Petešić mu posvećuje jedno poglavlje u svojoj knjizi Katoličko svećenstvo u NOB-u, tiskanoj 1982. On navodi, između ostalog, da u zborniku Sisak i Banija u revolucionarnom radničkom pokretu i ustanku 1941., objavljenom 1974., petorica suradnika pišu o Žužeku s brojnim simpatijama i vrlo pohvalno.
1980-ih godina, pojavljivale su se optužbe da snosi dio krivice za ustaške zločine, pa čak i da je u njima sudjelovao; osobito za poznata ubojstva u Glini i okolici, djelomično po nekim svjedočenjima obavljena u pravoslavnoj crkvi, krajem srpnja i početkom kolovoza 1941. Tako Viktor Novak u svojoj knjizi-optužbi protiv Rimokatoličke crkve u Hrvatskoj Magnum crimen iz 1948. (reprint objavljen u Beogradu 1986. piše: »Za pokolje snosi dio dogovornosti i župnik Franjo Žužek«. Još dalje je otišao Veljko Đ. Đurić u knjizi Ustaše i pravoslavlje, tiskanoj 1989. u Beogradu: on izravno optužuje Žužeka da je bio »sudionik pokolja«. (Vuković, 9. nastavak, 5. studenoga 2006.)

### Ustaški pokolji u Glini
Žužek je jedan od rijetkih neposrednih svjedoka tadašnjih ustaških pokolja. Pogledajte članak Pokolj u glinskoj crkvi.  Po njegovom svjedočenju, međutim, pokolj se nije dogodio u samoj crkvi. On navodi da je 29. srpnja 1941. crkva bila puna zatočenih muškaraca, po njegovoj procjeni bilo ih oko 700. Odvedeni su na dva druga mjesta i tamo pobijeni. U crkvi su kasnije ubijena tri muškarca, koji su se bili sakrili u toranj i kasnije otkriveni. O tome je Žužek svjedočio u izjavi Okružnoj komisiji za ratne zločine Okružnog narodnog odbora Banije u listopadu 1944. Njegov nasljednik na mjestu župnika u Glini, Franjo Jurak, svjedočio je 1990. da mu je Žužek više puta o tome pričao. (Vuković, 8. nastavak, 29. listopada 2006.) Po nekim drugim svjedočenjima, ljudi su na taj način krajem srpnja i početkom kolovoza više puta bili zatvarani u crkvi, a bar jednom u njoj i pobijeni. Crkva je kasnije srušena. 

### Rušenje pravoslavne crkve u Glini
U svojem Izvješću br. 33, objavljenom u Vjesniku 6. lipnja 1945.,  Državna komisija za utvrđivanje zločina okupatora i njihovih pomagača navodi da je njemački zapovjednik Openheim u Glini »predlagao da se crkva pretvori u kino ili u neku drugu javnu ustanovu, ali je župnik Žužek bio mišljenja da crkva nije više za uporabu i da je treba srušiti«. Na osnovu toga srpski propagandistički povjesničar Milan Bulajić piše u svojoj knjizi iz 1986. da je crkva »srušena na prijedlog katoličkog župnika Franca Žužeka«. Vuković se slaže s Bulajićem, da ova rečenica u izvještaju Komisije znači optužbu, tj. tvrdnju »kako je čak i tamošnji njemački zapovjednik Openheim bio od njega razumniji i tolerantniji.« (Vuković, 9. nastavka, 5. studenoga 2006.) 
Međutim, nikakva optužba protiv Žužeka nikad nije bila podignuta. Đuro Roksandić je pisao 1974.: »30. jula 1941. (ustaše su) uzeli ključeve pravoslavne crkve od Žužeka i u nju zatvorili oko 700 Srba, poubijali ih i jedini je ostao na životu Ljuban Jednak. (…) Poslije pokolja tražili su ustaše da Žužek pokrsti crkvu, što je on odbio, a iza toga je donesena odluka da se crkva sruši.« Urediti kino dvoranu u crkvi, koja je oskrnavljenja masovnim pogubljenjem (ili su barem, prema svjedočenju samog Žužeka, stotine muškaraca tu držani zatočeni prije nego što su odvedeni i pobijeni), bilo bi veće skrnavljenje nego zgradu srušiti.